# Lydden
Lydden is een civil parish in het bestuurlijke gebied Dover, in het Engelse graafschap Kent met 673 inwoners.